# Chitala
Chitala  è un genere di pesci ossei d'acqua dolce appartenente alla famiglia Notopteridae.

## Distribuzione e habitat
Il genere è diffuso nelle acque dolci dell'Asia meridionale tropicale dal Pakistan (fiume Indo) a ovest fino all'Indonesia a est.

## Specie
- Chitala blanci
- Chitala borneensis
- Chitala chitala
- Chitala hypselonotus
- Chitala lopis
- Chitala ornata[1]